# Pati del Miqueló
El Pati del Miqueló és una obra de Lleida actualment desapareguda.
Es tracta d'un conjunt d'edificis de planta baixa, són tres plantes que conformen un pati estret accessible des de l'exterior mitjançant un porxo de pas. La façana és senzilla amb forats primaris, destaca el tipus de porta d'accés format per un arc de mig punt de totxo. Les arcades són de rajola de cantell, forjades amb revoltons, murs de toves i maons i cobertes finalment per teula àrab. Es pot observar una degradació important dels materials originals. Actualment l'illa on estava situat el Pati del Miqueló està molt modificada i els edificis que el conformaven ja no existeixen, han estat substituïts per blocs de pisos.
El pati juntament amb el carrer Obradors suposen un vestigi de l'últim barri morisc de Lleida, anomenat "ravalet dels moros". Les construccions es consideren poc reformades i tenen un valor històric de legat tipològic.